# Extraordinary Measures
La película Medidas extraordinarias de la CBS (Extraordinary Measures) está inspirada en la historia real de John Crowley, un hombre que desafió el saber convencional y que arriesgó el futuro de su familia para conseguir que curasen a dos de sus hijos de una grave enfermedad. 

## Argumento
John Crowley (Brendan Fraser) es un hombre de orígenes humildes que ha conseguido llegar a la cima del éxito empresarial. Casado con Aileen (Keri Russell) y padre de tres hijos, su vida se desmorona cuando a dos de ellos se les diagnostica la Enfermedad de Pompe. Con tal de salvar la vida de los pequeños, el matrimonio decide confiar en un científico poco respetado, el Dr. Robert Stonehill (Harrison Ford), que busca probarse a sí mismo y sus teorías científicas respecto a la enfermedad de los niños.
Luchando contra el sistema médico y empresarial, la relación entre John y Robert entra en crisis en las fases finales del proyecto, con lo cual queda en suspenso la posibilidad de curar a sus hijos.